# Asplenium opacum
Asplenium opacum är en svartbräkenväxtart som beskrevs av Kze. Asplenium opacum ingår i släktet Asplenium och familjen Aspleniaceae. Inga underarter finns listade.